# Josias Cornelis Rappard
Pour les articles homonymes, voir Rappard.
Josias Cornelis Rappard est un militaire et peintre néerlandais, né à Nimègue le 24 avril 1824 et mort à Leyde le 17 mai 1898. 

## Biographie
Fils d'Anthony Rappard (1785-1851) et de Cornelia Arnolda Josina de Villeneuve (1792-1860), il effectue principalement sa carrière militaire au sein de l'Armée royale des Indes néerlandaises. Le 31 mai 1851, il épouse Cornelia Nicolina Tromp (1831-1893) à Batavia, aujourd'hui Jakarta, capitale de l'Indonésie. De ce couple naissent huit enfants. Entre 1882 et 1889, il effectue des dizaines de peintures représentant la vie, les paysages et les populations de l'actuelle Indonésie à la fin du XIXe siècle. 

## Galerie

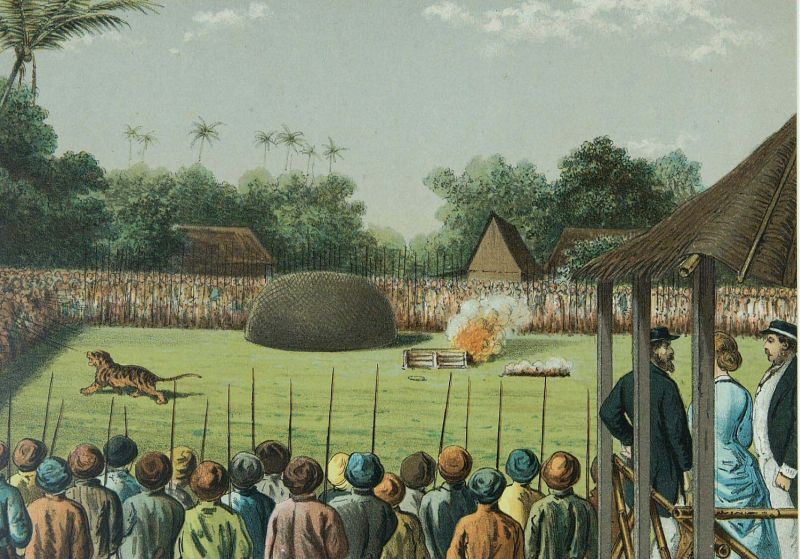
Un rampokan macan (sacrifice rituel d'un tigre).
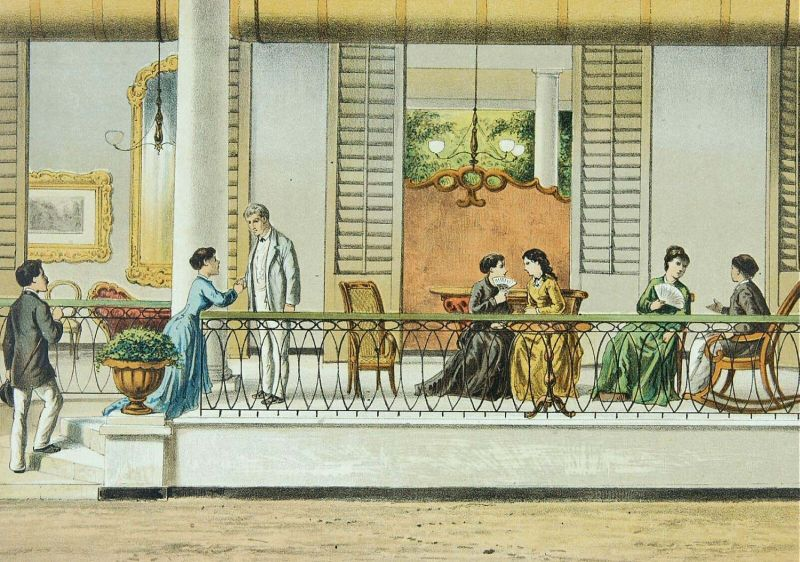
Visite dans la colonie européenne.
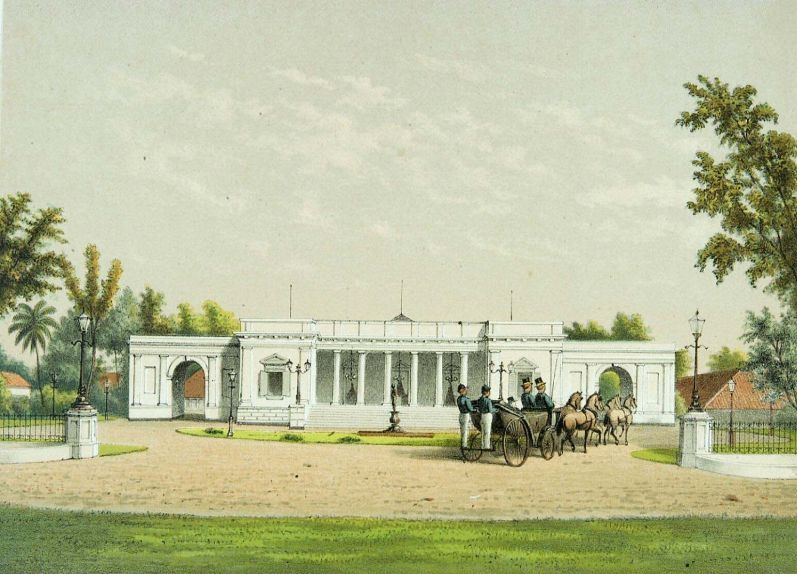
Le Paleis Koningsplein (aujourd'hui Palais de l'Indépendance) dans les années 1880
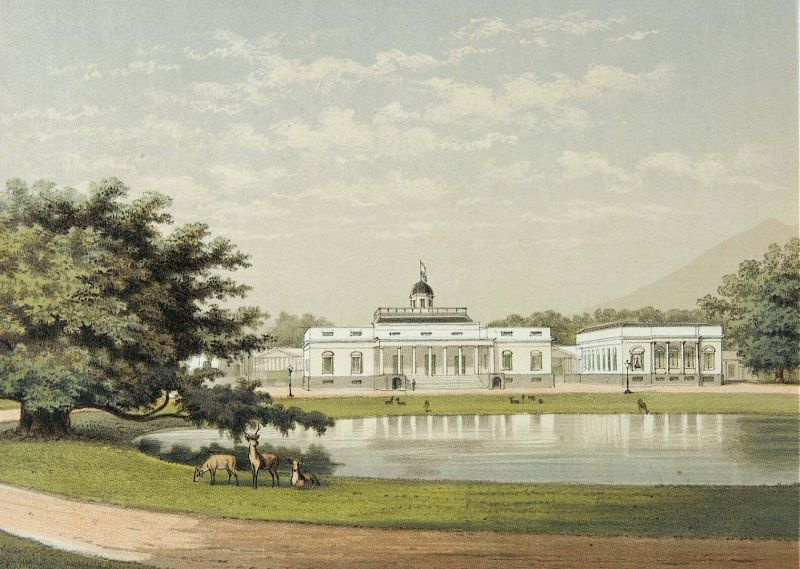
Lithographie du palais de Bogor en 1889
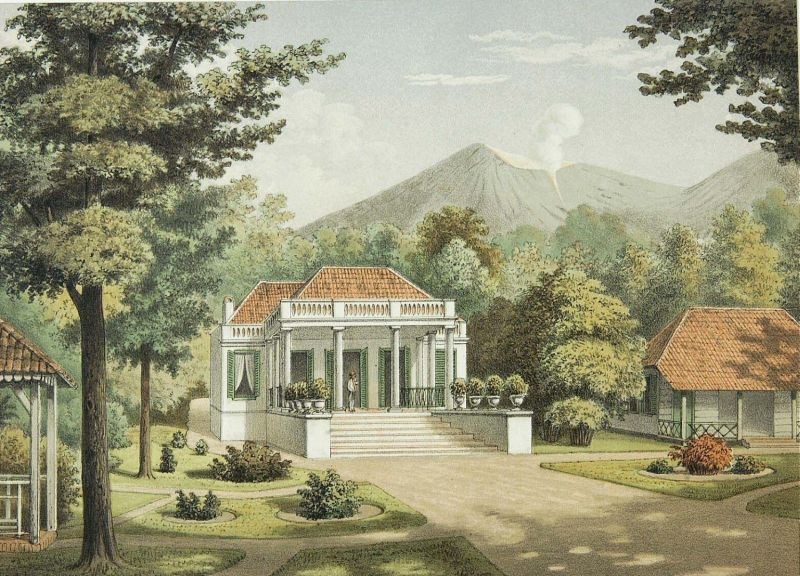
Lithographie du palais de Cipanas en 1880